# جيرهارد بريتنربرغر
جيرهارد بريتنربرغر (بالألمانية: Gerhard Breitenberger)‏ (مواليد 14 أكتوبر 1954) هو لاعب كرة قدم. يلعب مع منتخب النمسا لكرة القدم. سبق له أن لعب في كأس العالم لكرة القدم مع منتخب بلاده.

## مسيرته الكروية
لعب جيرهارد بريتنربرغر خلال مسيرته الاحترافية مع 3 أندية في اثنا عشر موسمًا وسجل خلالها 6 أهداف ضمن 253 مباراة. ولم يفز بأي موسم بالكأس أو بالدوري.
خاض جيرهارد بريتنربرغر مسيرته مع نادي لينز في موسم 1974–75 ليلعب معه أربعة مواسم، مشاركًا في 91 مباراة سجل خلالها هدفين. ثم انتقل إلى نادي أوستريا سالزبورغ في موسم 1978–79 ليلعب معه سبعة مواسم، حيث شارك في 155 مباراة سجل خلالها 3 أهداف.

## روابط خارجية
- جيرهارد بريتنربرغر على موقع الاتحاد الدولي (مؤرشف)  (الإنجليزية)
- جيرهارد بريتنربرغر على موقع قاعدة بيانات كرة القدم.إي يو (الإنجليزية)
- جيرهارد بريتنربرغر على موقع ناشيونال فوتبول تيمز (الإنجليزية)
- جيرهارد بريتنربرغر على موقع عالم كرة القدم.نت (الإنجليزية)